# セレベス海

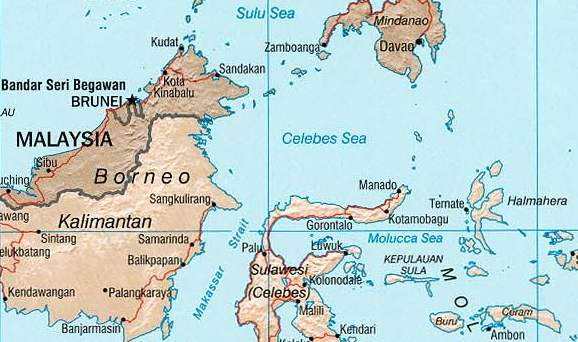
セレベス海の位置

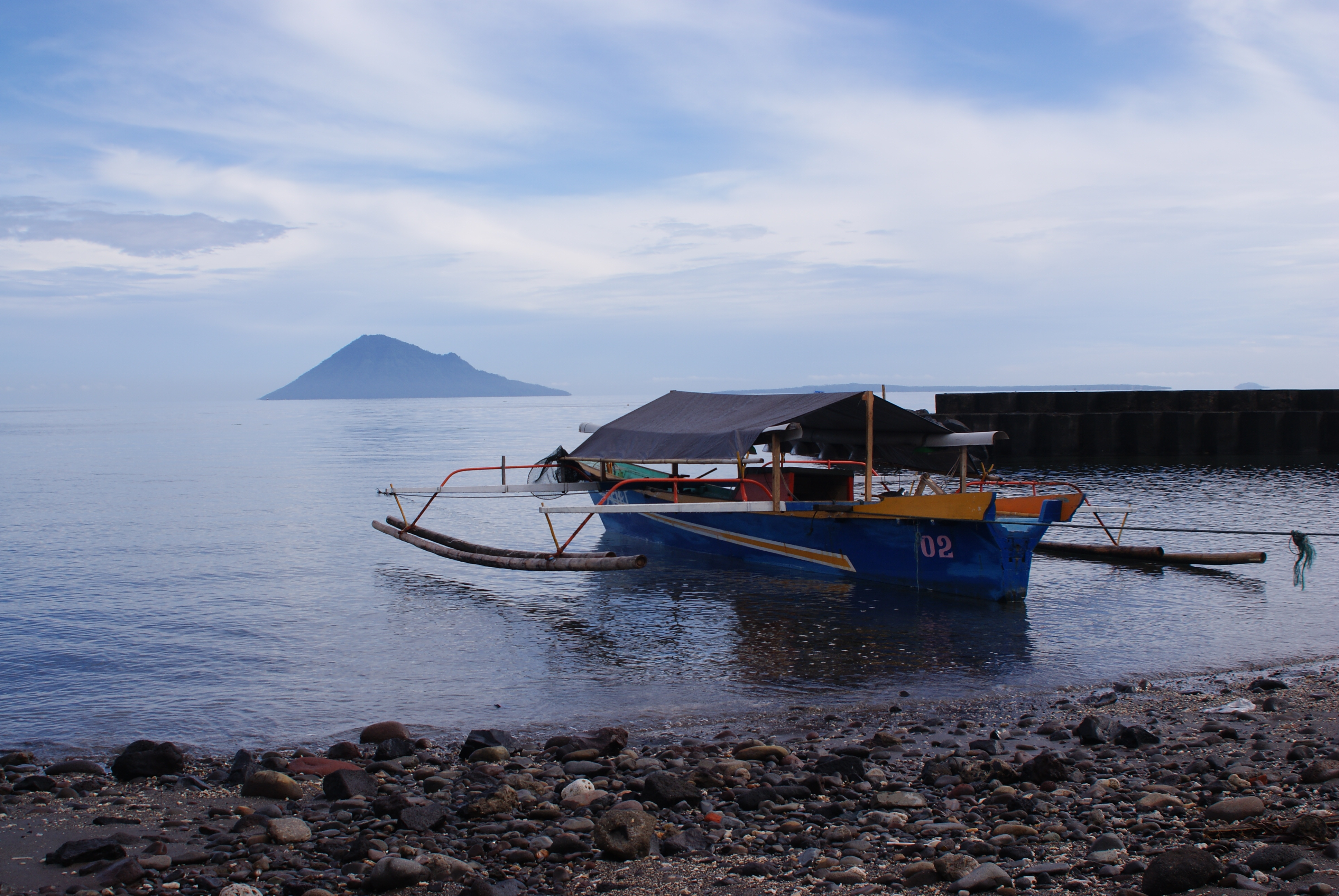
スラウェシ島北岸

セレベス海（セレベスかい、インドネシア語: Laut Sulawesi, 英: Celebes Sea）は、東南アジアにある西太平洋の一海域。フィリピン南部ミンダナオ島、インドネシアのカリマンタン島、スラウェシ島などに囲まれており、スラウェシ海とも呼ばれる。最大水深6,200mに達する。南北に675km、東西に837km、総表面積は280,000km2である。セレベス海は4200万年前に形成された古い海洋盆地で、2000万年前に現在の位置に移動した。
北はスールー諸島を挟んでスールー海と、南はカリマンタン島とスラウェシ島の間のマカッサル海峡でジャワ海と、東は太平洋（フィリピン海）やモルッカ海に繋がっている。
サンゴ、クジラ、イルカを始め多様な海洋生物に富み、スキューバダイビングで人気がある。
古くから沿岸住民が漁業を営み、移住者や交易船が行き来した。太平洋戦争では戦場になった。現代ではソマリア沖と並び海賊が出没しているほか、イスラム過激派の往来も疑われている。このため2017年6月19日、セレベス海に面するインドネシアのタラカンにマレーシア、フィリピンとの合同警備司令センターが設置され、テロリストなどを警戒する海空のパトロールが開始された。